# Adrogué
Adrogué és la ciutat capçalera del partit d'Almirante Brown a la província de Buenos Aires a l'Argentina. És una localitat del Gran Buenos Aires situada a 23 km al sud de la ciutat de Buenos Aires.
Amb poc menys de 30.000 habitants, és una zona residencial amb carrers empedrats, frondosos arbres i nombroses places. Compte també amb un centre comercial de gran importància, on es troben nombrosos negocis, restaurants i entitats bancàries.
Adrogué va ser plantejat amb un concepte urbanista avançat per a l'època. Es van incorporar les diagonals, places i bulevards, tallant amb el fins llavors tradicional model espanyol. Aquest disseny va servir com a antecedent per a la fundació de la ciutat de La Plata.

## Història
El governador Mariano Acosta va aprovar, al març de 1873, el traçat projectat per al poble, al que va denominar Almirante Brown. Aquesta traçat va ser dissenyat per Nicolás i José Canale, destacats arquitectes italians, que van incloure una sèrie de diagonals i places que van inspirar el disseny urbà de la ciutat de La Plata. Els Canale van ser autors també de la majoria dels edificis públics originals d'Adrogué (el Palau Municipal, la primera església de Sant Gabriel, Castelforte, etc.) i de l'Església de la Inmaculada Concepción al barri de Belgrano ("La Rodona").

## Toponímia
Ho deu a Esteban Adrogué, també fundador de Lomas de Zamora, qui va donar terres per a la instal·lació de l'estació de ferrocarril, de la municipalitat, de la plaça principal i d'altres edificis d'importància.
Adrogué va suggerir que l'estació ferroviària fos anomenada Almirante Brown, però com ja s'havia utilitzat tal nom, i sent costum utilitzar com a denominació el nom del donant de les terres, finalment va quedar com a Estación Adrogué. De fet, durant més de 100 anys la ciutat es va dir oficialment Almirall Brown, fins que a la fi de la dècada dels 1990 es va adoptar per llei el nom d'Adrogué per a la localitat.